# 蕾特氏症
蕾特氏症（瑞特氏症候群、Rett Syndrome、RTT），是一種X染色體性聯顯性遺傳疾病，突變點位於MeCP2基因上，屬於罕見神經疾病，發病率約為1/12,000～1/15,000，而且臨床表徵缺乏特殊性，因此診斷上十分困難。蕾特氏症是由Dr.Andreas Rett所發現，並發表於1966年，後人將此病以Rett命名。此病尚未有治療方法，現階段主要是針對出現的疾病進行復健治療。
由於男性患者幾乎無法存活，故蕾特氏症好發於女性幼童，病童會有神經急速退化、發展遲緩的現象。患者於出生至6～18個月內，生長發育與常人一樣。剛開始發病時，初始症狀有翻白眼、嬰兒失去吸吮反射、不規則轉頭、運動發展障礙等現象發生，有些初始症狀與普瑞德威利症候群出現重疊，加上文獻資料極為稀少，故難以判明症狀。之後，開始出現神經失調：運動能力漸漸消失、失去語言能力、正確的反射能力、便秘，也可以經腦部掃描發現腦皮質萎縮的情形，在生活中也經常發生痙攣、癲癇等神經閾值低下的症狀。